# Thein Sein
Thein Sein (birmanês: သိန်းစိန်; Ngapudaw, 20 de abril de 1945) é um político, ex-comandante militar e foi presidente de Myanmar de 2011 até 2016. Ele também foi o primeiro-ministro do país de 2007 até 2011. Seu novo governo empreendeu uma série de reformas políticas, incluindo algumas desregulamentações dos meios de comunicação censurados do país, liberando muitos presos políticos e travando o controverso grande projeto de energia hidrelétrica de origem chinesa no país. Os desenvolvimentos notáveis que se seguiram incluíram a nomeação de Myanmar à cadeira da ASEAN em 2014, a melhoria das relações exteriores com os Estados Unidos e o restabelecimento do maior partido de oposição, a Liga Nacional pela Democracia (LND), na eleição suplementar realizada em 1 de abril de 2012.
Thein Sein nasceu em Kyonku, Birmânia Britânica (atual Myanmar), uma pequena aldeia perto do litoral, no que é hoje Ngapudaw. Ele era o caçula dos três filhos de Maung Phyo (pai) e Khin Nyunt (mãe). Seus pais eram agricultores sem terra, e seu pai ganhava a vida transportando carga no cais do rio e tecendo esteiras de bambu. O pai de Thein Sein, Maung Phyo, tornou-se um monge budista  10 anos após a morte de sua esposa, e passou seus anos restantes como um monge.